# Blanes
Blanes est une commune de la province de Gérone, en Catalogne, en Espagne, de la comarque de La Selva.

## Géographie
Commune à l'est de l’embouchure du fleuve La Tordera, à la limite sud de la Costa Brava. dans la Province de Gérone. C'est une station balnéaire sur les bords de la Méditerranée en Catalogne

## Politique et administration

### Conseil municipal
La ville de Blanes comptait 38 790 habitants aux élections municipales du 26 mai 2019. Son conseil municipal (en espagnol : Pleno del Ayuntamiento) se compose donc de 21 élus.
Depuis les premières élections municipales démocratiques de 1979, la ville a alterné entre des maires de centre gauche, de centre droit nationaliste, et de gauche indépendantiste.

### Maires
| Mandat    | Maire | Maire                                    | Parti | Majorité |
| --------- | ----- | ---------------------------------------- | ----- | -------- |
| 1979-1983 |       | Dolors Oms (ca)                          | PSC   | 6 / 21   |
| 1983-1987 |       | Dolors Oms (ca)                          | PSC   | 10 / 21  |
| 1987-1991 |       | Fèlix Bota (ca)                          | CDC   | 9 / 21   |
| 1991-1995 |       | Dolors Oms (ca)                          | PSC   | 10 / 21  |
| 1995-1999 |       | Fèlix Bota (ca) Ramon Ramos (1998)       | CDC   | 8 / 21   |
| 1999-2003 |       | Ramon Ramos                              | CDC   | 9 / 21   |
| 2003-2007 |       | Josep Marigó Costa                       | PSC   | 8 / 21   |
| 2007-2011 |       | Josep Trias i Figueras                   | CDC   | 7 / 21   |
| 2011-2015 |       | Josep Marigó Costa                       | PSC   | 9 / 21   |
| 2015-2019 |       | Miquel Lupiáñez Mario Ros i Vidal (2017) | PSC   | 4 / 21   |
| 2019-2023 |       | Àngel Canosa                             | ERC   | 5 / 21   |
| 2023-2027 |       | Jordi Hernández                          | PSC   | 6 / 21   |

## Économie
Blanes a longtemps vécu de son agriculture, de l'élevage de bétail, de l'industrie et de la pêche... Mais à l'heure actuelle le tourisme s'est développé et a pris une place très importante dans la ville et a ainsi permis d'améliorer l'économie de celle-ci.

## Lieux et monuments
- Jardin botanique Marimurtra, créé par Carl Faust
- Château de Sant Joan
- Église de Santa Maria de Blanes

## Personnalités
- Domènec Reixach, metteur en scène
- Roberto Bolaño (1953-2003), écrivain, y a vécu ses vingt dernières années.
- Quim Torra (né en 1962), président de la Généralité de Catalogne

## Jumelage
Villenave-d'Ornon (France)
 Ardales (Espagne)